# Champagne-au-Mont-d'Or
Champagne-au-Mont-d'Or é uma comuna francesa na Metrópole de Lyon, na região administrativa de Auvérnia-Ródano-Alpes.
Está situada a noroeste da cidade de Lyon. 